# Páskovcovití
Páskovcovití (Cordulegastridae) jsou malá čeleď vážek s přibližně 50 druhy.

## Výskyt
V Evropě se objevuje 5 druhů. V Česku se do roku 2009 prokazatelně vyskytovaly jen 2 druhy, které jsou zde svým výskytem vzácné. V roce 2009 byl prvně zaznamenán v oblasti Chřibů na jihovýchodní Moravě páskovec velký, o kterém se předpokládalo, že by se v Česku mohl objevit, neboť se vyskytuje v Rakousku.

## Popis
Jsou to velké vážky s černým tělem se žlutými pruhy. Oči se jim dotýkají v bodě.

## Seznam rodů
Seznam podle
- Anotogaster Selys, 1854
- Cordulegaster Leach in Brewster, 1815
- Neallogaster Cowley, 1934
- Sonjagaster Lohmann, 1992